# Nautanwa
Nautanwa es una ciudad y municipio situada en el distrito de Maharajganj en el estado de Uttar Pradesh (India). Su población es de 33753 habitantes (2011). Se encuentra a 87 km de Gorakhpur.

## Demografía
Según el censo de 2011 la población de Nautanwa era de 33753 habitantes, de los cuales 17431 eran hombres y 16322 eran mujeres. Nautanwa tiene una tasa media de alfabetización del 79,03%, superior a la media estatal del 67,68%: la alfabetización masculina es del 86,75%, y la alfabetización femenina del 70,78%.